# 알리야 유수포바
알리야 마흐수토브나 유수포바(카자흐어: Әлия Мақсұтқызы  Жүсіпова 앨리야 막수트크즈 주시포바, 러시아어: Алия́ Махсутовна Юсу́пова, 1984년 5월 15일~)는 카자흐스탄의 리듬 체조 선수, 지도자이다.

## 경력
심켄트에서 태어났으며, 어린 시절에 러시아 모스크바로 이주하여 유명한 러시아 리듬 체조의 거물 코치인 이리나 비네르 밑에서 훈련을 받았다.
2004년 모스크바 그랑프리 파이널 공과 곤봉에서 2개의 은메달을 획득했다. 같은 해에 아테네에서 열린 2004년 하계 올림픽 결승에서 5위를 했다. 유수포바는 결승에서 총 103.975점으로 4위를 했다.
2006년에는 카타르 도하에서 열린 2006년 아시안 게임에서 개인종합과 단체전 금메달을 획득했다. 이후 2008년 하계 올림픽에서 5위를 기록했고, 2009년에 은퇴를 선언했다.